# Hiến Kính Vương hậu
Hiến Kính Vương hậu (Hangul: 헌경왕후 홍씨, chữ Hán: 獻敬王后, 6 tháng 8 năm 1735 – 13 tháng 1 năm 1816), thường gọi là Huệ Khánh cung Hồng thị (惠慶宮洪氏) hay Huệ tần (惠嬪), là Thế tử tần của Trang Hiến Thế tử Lý Huyên và là thánh mẫu của Triều Tiên Chính Tổ Lý Toán, vị Quốc vương thứ 22 của nhà Triều Tiên.
Bà đã tận mắt chứng kiến cha chồng xử tử phu quân của mình. Sau đó bà viết lại thành cuốn hồi ký Hận trung lục (한중록).

## Tiểu sử
Hiến Kính vương hậu sinh ngày 6 tháng 8 năm 1735 tức năm Yeongjo thứ 11 tại phường Bàn Tùng (盤松坊), là con gái của Vĩnh Phong phủ viện quân Hồng Phụng Hán (永豐府院君洪鳳漢) và Hàn Sơn phủ phu nhân họ Lý (贈韓山府夫人李氏). Theo dòng dõi, bà là hậu duệ của Trinh Minh công chúa (貞明公主), con gái lớn của Triều Tiên Tuyên Tổ, vì tổ phụ của bà là Hồng Vạn Dung (洪萬容) là con trưởng của công chúa.
Năm 1744, ngày 11 tháng 1, Hồng thị vượt qua Tam giản trạch (三揀擇), được gả cho Vương Thế tử Lý Huyên và lập vị Thế tử tần (世子嬪).
Năm 1750, bà hạ sinh được Ý Chiêu Thế tôn (懿昭世孫), nhưng thế tôn chết yểu khi mới 2 tuổi. Năm 1752, lần này bà lại hạ sinh được con trai Lý Toán (李祘), người sau này là Triều Tiên Chính Tổ. Sau đó, bà còn hạ sinh thêm Thanh Diên quận chúa (清衍郡主) và Thanh Tuyền quận chúa (清璿郡主).
Năm 1762, Trang Hiến Thế tử qua đời nên bà không còn là Thế tử tần nữa, bà được gọi là Huệ tần (惠嬪, Hyebin).
Năm 1776, Chính Tổ lên ngôi kế vị với tư cách là con trai của Hiếu Chương Thế tử và Hiếu Thuần Hiền tần Triệu thị, vì vậy Chính Tổ phong mẫu thân là Huệ Khánh cung (惠慶宮), chỉ đứng sau Trinh Thuần Vương hậu lúc bấy giờ là Vương đại phi. Để nâng địa vị của thân mẫu, Chính Tổ nhiều lần gia tôn huy hiệu cho bà, dần dần đầy đủ là Hiếu Khang Từ Hi Trinh Tuyên Huy Mục Huệ Khánh cung (孝康慈禧貞宣徽穆惠慶宮).
Năm 1815, dưới triều đại của cháu bà, Triều Tiên Thuần Tổ, bà qua đời tại Cảnh Xuân điện (景春殿) trong Xương Khánh cung, hưởng thọ 81 tuổi. Thụy hiệu của bà tôn xưng là Hiến Kính (獻敬), toàn xưng Hiếu Khang Từ Hi Trinh Tuyên Huy Mục Hiến Kính Huệ tần (孝康慈禧貞宣徽穆獻敬惠嬪). Triều Tiên Triết Tông tôn thêm thụy hiệu Dụ Tĩnh (裕靖).
Về sau, Triều Tiên Cao Tông truy phong cho Huệ tần Hồng thị là Hiến Kính Vương hậu (獻敬王后). Sau truy tôn lại là Hiến Kính Ý Hoàng hậu (獻敬懿皇后), toàn xưng Hiếu Khang Từ Hi Trinh Tuyên Huy Mục Dụ Tĩnh Nhân Triết Khải Thánh Hiến Kính Ý hoàng hậu (孝康慈禧貞宣徽穆裕靖仁哲啓聖獻敬懿皇后).

## Hậu duệ
- Vương tử

1. Ý Chiêu Thế tôn Lý Chấn (懿昭世孫李琔, 1750 - 1752).
2. Triều Tiên Chính Tổ Lý Toán [李祘].

- Vương nữ

1. Thanh Diễn công chúa (清衍公主, 1754 - 1821), hạ giá lấy Quang Ân úy Kim Cơ Tính (金箕性, 김기성, Kim Gi-Seong).
2. Thanh Tuyền công chúa (清璿公主, 1756 - 1802), hạ giá lấy Hưng Ân úy Trịnh Tại Hòa (鄭在和, 정재화, Jeong Jae-Hwa).

## Trong văn hoá đại chúng
Được diễn bởi Park Eun-bin trong bộ phim Secret Door.
Được diễn bởi Moon Geun-young trong phim điện ảnh Bi kịch triều đại (2015).